# Metronom (emisiune radio)
Metronom a fost o emisiune muzicală pop-rock-jazz transmisă de Societatea Română de Radiodifuziune între 1967-1969.
Debutul emisunii a avut loc pe data de 10 iunie 1967, prezentatori fiind Cornel Chiriac și Geo Limbășanu.